# Acalypha stellata
Acalypha stellata é uma espécie de flor do gênero Acalypha, pertencente à família Euphorbiaceae.